# P. Vallée

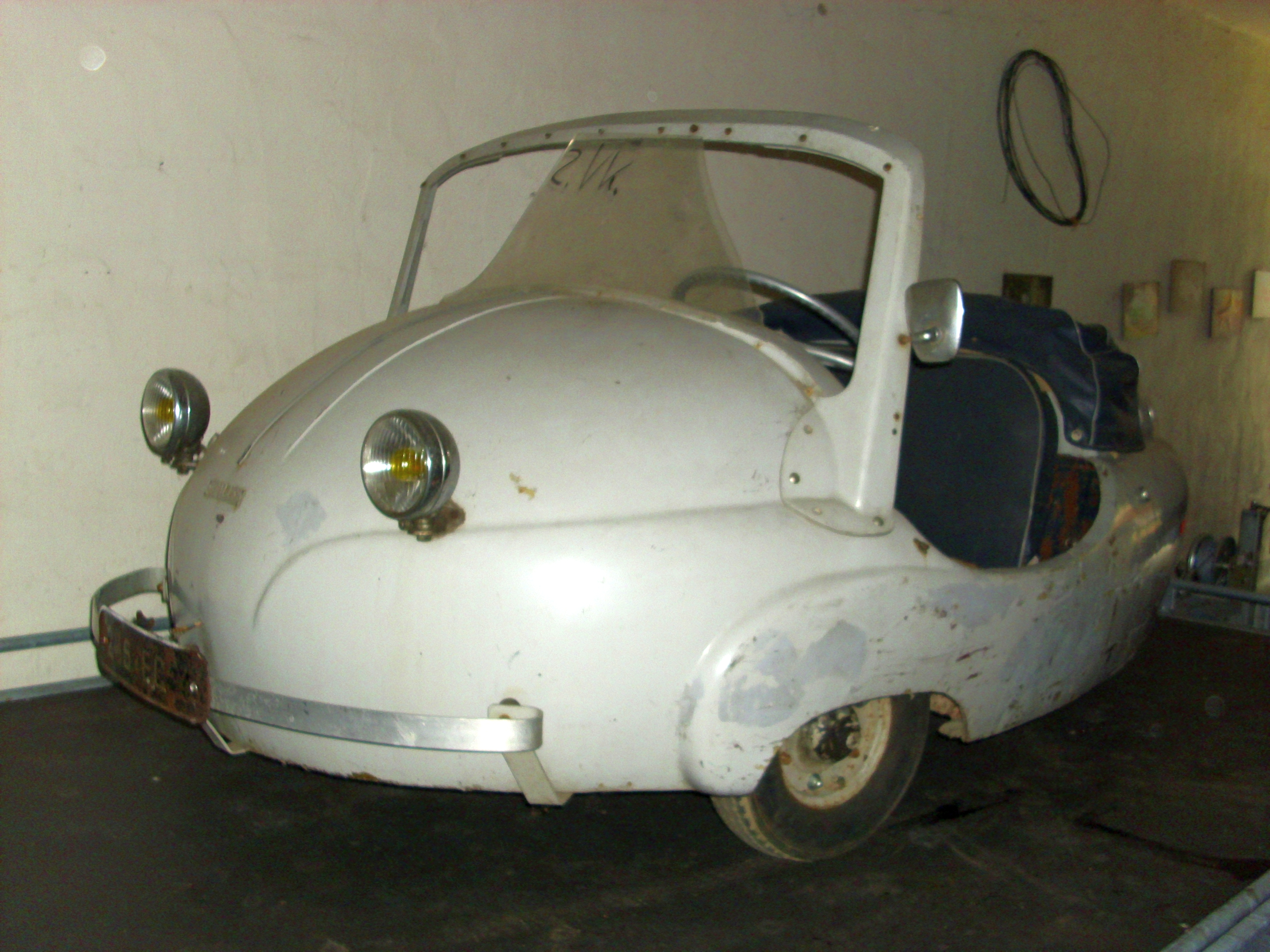
P. Vallée

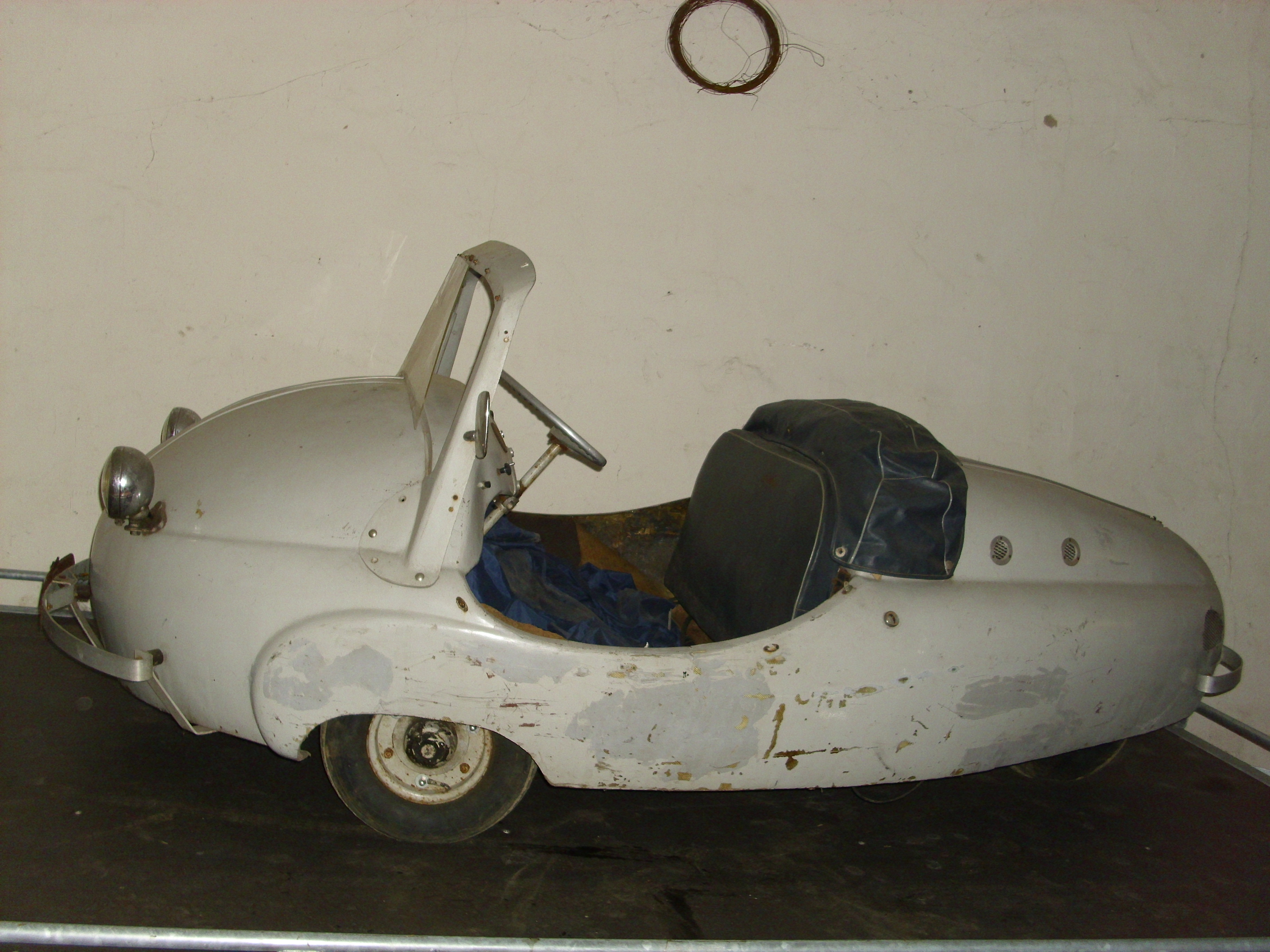
P. Vallée

P. Vallée war eine französische Automarke.

## Unternehmensgeschichte
Paul Vallée gründete 1952 in Blois das Unternehmen, das seinen Namen trug, zur Produktion von Automobilen. Der Markenname lautete P. Vallée. 1954 übernahm die Société Colas aus Blois die Produktion. 1957 endete die Produktion. Insgesamt entstanden etwa 200 Fahrzeuge.

## Fahrzeuge
Zunächst entstanden Dreiradroller und Lastendreiräder. 1952 erschien ein kleiner Sportwagen mit drei Rädern. Ein Zweitaktmotor von Ydral mit 175 cm³ Hubraum war vor dem einzelnen Hinterrad eingebaut. Es gab dieses Modell als Einsitzer und Zweisitzer. 1956 folgte das weniger sportliche Modell Chantecler, das wahlweise von Ydral-Motoren mit 125 cm³ und 5 PS oder 175 cm³ und 8 PS angetrieben wurde.